# Chamaesphecia anatolica
Chamaesphecia anatolica is een vlinder uit de familie wespvlinders (Sesiidae), onderfamilie Sesiinae.
De wetenschappelijke naam van de soort is voor het eerst geldig gepubliceerd door Schwingenschuss in 1938. De soort komt voor in het Palearctisch gebied.